# Balangero
Balangero is een gemeente in de Italiaanse provincie Turijn (regio Piëmont) en telt 3055 inwoners (31-12-2004). De oppervlakte bedraagt 12,9 km², de bevolkingsdichtheid is 237 inwoners per km².

## Demografie
Balangero telt ongeveer 1329 huishoudens. Het aantal inwoners steeg in de periode 1991-2001 met 5,4% volgens cijfers uit de tienjaarlijkse volkstellingen van ISTAT.
| Jaar | Inwoneraantal |
| ---- | ------------- |
| 1991 | 2891          |
| 2001 | 3048          |

## Geografie
De gemeente ligt op ongeveer 440 m boven zeeniveau.
Balangero grenst aan de volgende gemeenten: Corio, Coassolo Torinese, Mathi, Lanzo Torinese, Cafasse. Op de grens met Corio werd in de dagbouwmijn een mineraal ontdekt dat Balangeroite werd vernoemd.

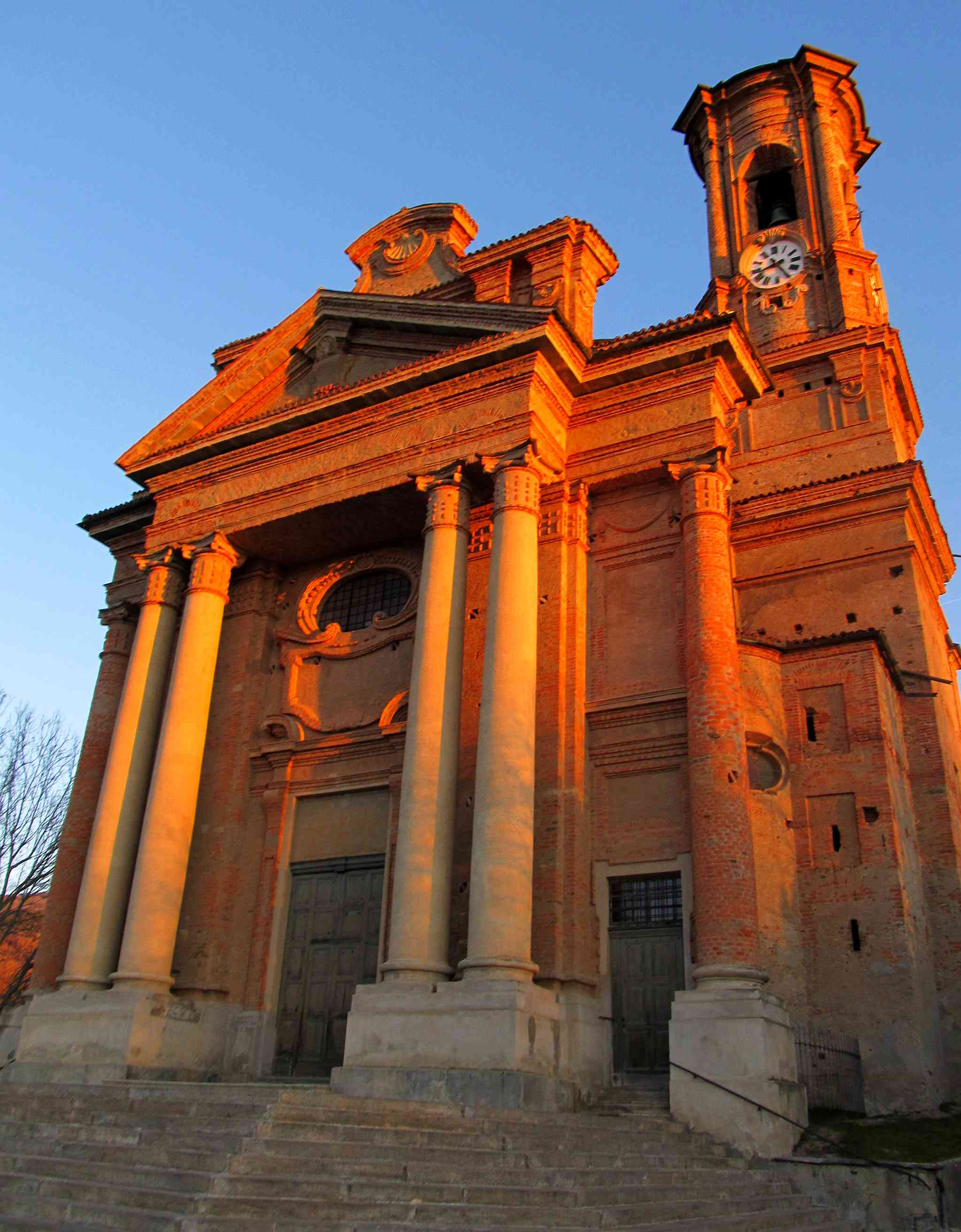

1. ↑  https://demo.istat.it/?l=it.